# لیلتین
لیلتین یکی از روستاهای بخش امام حسن شهرستان دیلم استان بوشهر ایران است.

## جمعیت
این روستا در دهستان لیراوی جنوبی قرار دارد وبر اساس سرشماری سال ۱۳۸۵ جمعیت آن ۴۱۶نفر (۸۷خانوار) می‌باشد.

## موقعیت
لیلتین دهی کوچک در مسیر راه گناوه به دیلم و در سمت چپ جاده گناوه به طرف دیلم با جمعیتی اندک است. گویش اهالی بیشتر لهجه لری است. فارسی هم صحبت می‌کنند.
لیلتین روستایی غریب و تنها در زمینی نیمه بارور است. شغل اکثر ساکنین ده، دامپروری و کشاورزی بویژه کشت گندم و جو و سبزی است. مرغداری محدود نیز در بین آن‌ها دیده می‌شود. آب آشامیدنی از چاه‌هایی که در خود ده حفر می‌کردند تأمین می‌شد و از لحاظ آب در مضیقه نبودند. زمستان‌ها هم از ذخیرهٔ آب باران در خمره و وسایل دیگر استفاده می‌نمودند. فصل زمستان زمان خرمی و سرسبزی ده بود. در این روستا میدان طبیعی بزرگی وجود دارد به نام کهباد که زیستگاهی موقت برای پرندگان مهاجر فصلی و گیاهان است. روستائیان، ساحل یا خور محل را زهر یا ظهر می‌نامند.
از بازی‌های محلی این روستا می‌توان به چوکلی، خرمن چندمن و هفت‌سنگ اشاره کرد.

## در قدیم
قلعه خان روستا در قدیم در قسمت جنوبی ده و با فاصله قرار داشت. دو در اصلی یکی به سمت شمال و دیگر به طرف شرق داشت که در واقع مجلسی و میهمان‌خانه خان بشمار می‌آمد.
از سال ۱۳۳۰ به بعد ده مسجد نداشت و زمان سوگواری یا مراسم عروسی در سمت شمال ساختمان مدرسه که فضایی باز و غیر مسکونی بود چادر بزرگی برپا می‌کردند و مراسم در آن محل برگزار می‌شد.